# Lise Schrøder
Lise Schrøder (født 8. oktober 1946) er en dansk skuespillerinde.
Hun har ikke nogen egentlig skuespiller-uddannelse bag sig, men har alligevel opnået væsentlige roller på diverse teatre, herunder Boldhus Teatret, Folketeatret, Det ny Teater samt ikke mindst indenfor revy-genren med optræden på en lang række af landets revyscener.
I tv har hun bl.a. medvirket i serierne Rejseholdet, En by i provinsen, Bryggeren, Strisser på Samsø og Nikolaj og Julie.
Film i uddrag:
- Man sku' være noget ved musikken – 1972
- Piger i trøjen 2 – 1976
- Pas på ryggen, professor – 1977
- Den ubetænksomme elsker – 1982
- Riget I – 1994
- Kun en pige – 1995
- Riget II – 1997
- Klinkevals – 1999
- Bølle Bob - Alle tiders helt − 2010